# Venera-10-Nunatak
Venera-10-Nunatak (russisch Нунатак Венера-10 Nunatak Wenera-10) ist ein Nunatak im ostantarktischen Mac-Robertson-Land. Er ragt südöstlich des Venera-9-Nunataks in den Prince Charles Mountains auf.
Russische Wissenschaftler benannten ihn nach der Raumsonde Venera 10.